# Europees kampioenschap voetbal vrouwen onder 17 - 2025
Het Europees kampioenschap voetbal vrouwen onder 17 van 2025 was de 16e editie van het Europees kampioenschap voetbal vrouwen onder 17, dat jaarlijks wordt georganiseerd door de UEFA voor alle Europese nationale vrouwenploegen onder 17 jaar. Op 19 april 2021 wees de UEFA Faeröer aan als gastland. Acht landen, waaronder het gastland Faeröer, deden mee aan het toernooi. Speelsters die geboren zijn op of na 1 januari 2008 waren speelgerechtigd. Nederland werd voor de eerste keer Europees kampioen door in de finale Noorwegen met 2-1 te verslaan.

## Groepsfase

### Groep A
| Pos | Team           | Wed | W | G | V | Ptn | DV | DT | +/− | Kwalificatie                                           |
| --- | -------------- | --- | - | - | - | --- | -- | -- | --- | ------------------------------------------------------ |
| 1   | Nederland (Q)  | 3   | 3 | 0 | 0 | 9   | 15 | 1  | +14 | #Knock-outfase en gekwalficeerd voor het WK-17 in 2025 |
| 2   | Noorwegen (Q)  | 3   | 1 | 1 | 1 | 4   | 10 | 2  | +8  | #Knock-outfase en gekwalficeerd voor het WK-17 in 2025 |
| 3   | Oostenrijk     | 3   | 1 | 1 | 1 | 4   | 10 | 4  | +6  | Play-off match voor het WK-17 in 2025                  |
| 4   | Faeröer (G, U) | 3   | 0 | 0 | 3 | 0   | 0  | 28 | −28 |                                                        |

### Groep B
| Pos | Team          | Wed | W | G | V | Ptn | DV | DT | +/− | Kwalificatie                                           |
| --- | ------------- | --- | - | - | - | --- | -- | -- | --- | ------------------------------------------------------ |
| 1   | Italië (Q)    | 3   | 2 | 1 | 0 | 7   | 7  | 5  | +2  | #Knock-outfase en gekwalficeerd voor het WK-17 in 2025 |
| 2   | Frankrijk (Q) | 3   | 1 | 2 | 0 | 5   | 5  | 3  | +2  | #Knock-outfase en gekwalficeerd voor het WK-17 in 2025 |
| 3   | Spanje        | 3   | 1 | 1 | 1 | 4   | 5  | 4  | +1  | Play-off match voor het WK-17 in 2025                  |
| 4   | Polen         | 3   | 0 | 0 | 3 | 0   | 5  | 10 | −5  |                                                        |

## Play-off voor WK onder 17
De winnaar van deze wedstrijd plaatst zich voor het  Wereldkampioenschap voetbal vrouwen onder 17 in 2025.
|                   |             |         |                                                                            |                                                                    |
| 14 mei 2025 12:00 | Oostenrijk  | 1 – 6   | Spanje                                                                     | Tórsvøllur, Tórshavn Scheidsrechter: Laura Mauricio ( Zwitserland) |
| 14 mei 2025 12:00 | Richter 30' | Verslag | 23' Quer 29' Carvajal 52' Domínguez 59' (pen.) Gómez 64' Arufe 77' Jiménez | Tórsvøllur, Tórshavn Scheidsrechter: Laura Mauricio ( Zwitserland) |

## Knock-outfase
In de knock-outfase worden alle wedstrijden zonder verlenging gespeeld, wanneer er na negentig minuten de stand gelijk is. Wanneer dit wel zo is, worden er gelijk strafschoppen genomen om de winnaar de bepalen.

### Schema
|  | Halve finale | Halve finale |           |   | Finale | Finale |
|  |              |              |           |   |        |        |
|  | 14 mei       |              |           |   |        |        |
|  |              |              |           |   |        |        |
|  | Nederland    | 1 (4)        |           |   |        |        |
|  | Nederland    | 1 (4)        | 17 mei    |   |        |        |
|  | Frankrijk    | 1 (3)        |           |   |        |        |
|  | Frankrijk    | 1 (3)        | Nederland | 2 |        |        |
|  | 14 mei       |              | Nederland | 2 |        |        |
|  |              | Noorwegen    | 1         |   |        |        |
|  | Italië       | Noorwegen    | 1         | 1 |        |        |
|  | Italië       |              |           | 1 |        |        |
|  | Noorwegen    | 3            |           |   |        |        |
|  | Noorwegen    | 3            |           |   |        |        |

### Halve finales
|                   |                                          |         |             |                                                                             |
| 14 mei 2025 15:00 | Nederland                                | 1 – 1   | Frankrijk   | Klaksvík Stadium, Klaksvík Scheidsrechter: Franziska Wildfeuer ( Duitsland) |
| 14 mei 2025 15:00 | Pennock 5'                               | Verslag | 83' Ruffien | Klaksvík Stadium, Klaksvík Scheidsrechter: Franziska Wildfeuer ( Duitsland) |
| 14 mei 2025 15:00 | Strafschoppen                            |         |             | Klaksvík Stadium, Klaksvík Scheidsrechter: Franziska Wildfeuer ( Duitsland) |
| 14 mei 2025 15:00 | Renfurm Derks Thomassen Vinckers Touzani | 4-3     |             | Klaksvík Stadium, Klaksvík Scheidsrechter: Franziska Wildfeuer ( Duitsland) |

|                   |             |         |                                           |                                                                   |
| 14 mei 2025 18:00 | Italië      | 1 – 3   | Noorwegen                                 | Tórsvøllur, Tórshavn Scheidsrechter: Milica Milovanović ( Servië) |
| 14 mei 2025 18:00 | Giudici 49' | Verslag | 28' Herseth 41' (e.d.) Randazzo 86' Preus | Tórsvøllur, Tórshavn Scheidsrechter: Milica Milovanović ( Servië) |

### Finale
|                   |                            |       |           |                                                        |
| 17 mei 2025 18:00 | Nederland                  | 2 - 1 | Noorwegen | Tórsvøllur, Tórshavn Scheidsrechter: Dowle ( Engeland) |
| 17 mei 2025 18:00 | Van der Vliet 4' Derks 42' |       | 56' Preus | Tórsvøllur, Tórshavn Scheidsrechter: Dowle ( Engeland) |

## Gekwalificeerde landen voor het WK onder 17
De onderstaande vijf UEFA-landen hebben zich gekwalificeerd voor het WK onder 17 jaar in 2025.
| Land      | Datum kwalificatie | Aantal deelnames op het WK onder 17\ |
| --------- | ------------------ | ------------------------------------ |
| Nederland | 7 mei 2025         | 0 (debuut)                           |
| Noorwegen | 10 mei 2025        | 0 (debuut)                           |
| Frankrijk | 11 mei 2025        | 3                                    |
| Italië    | 11 mei 2025        | 1                                    |
| Spanje    | 14 mei 2025        | 6                                    |